# コシアブラ
コシアブラ（漉油・金漆、学名: Chengiopanax sciadophylloides）はウコギ科コシアブラ属の落葉小高木ないし落葉高木。別名ゴンゼツ。若芽は強い香りとコクがあり、タラの芽と並ぶ山菜としても知られている。

## 名称
コシアブラの和名の由来については諸説ある。新井白石は『東雅』において樹脂の利用に由来する「漉し油」説を唱えたが、坂部幸太郎は「越油」、つまり越後国産の油という説を提唱し、寺田晃は台州（現在の浙江省）の日本名「越（こし）」の油、という説を提唱している。
別名は、フイリコシアブラ、ゴンゼツ（金漆）、ゴンゼツノキ、アブラッコでもよばれている。

## 分布と生育環境
原産地は中国。日本では日本海側に多く、北海道、本州、四国、九州に広く分布する。山地の林中に生育する。痩せた尾根に生えることが多い。同じウコギ科のタラノキやウド同様、山や丘、林道脇など、開削・伐採された日当たりのよい明るい斜面に多い。

## 形態・生態
落葉広葉樹の小高木から高木で、樹高は7 - 15メートル (m) 、ときに20 mに達するものもある。枝および樹肌は灰白色から灰褐色で、ほぼ平滑で、よく地衣類がつく。幹は太さ50 - 60センチメートル (cm) になり、直立するものが多い。一年枝は太く、節間が長い。短枝がよく発達し、枝の髄は隔壁がある。ウコギの仲間だが、幹や枝にトゲはない。
葉は互生し、掌状複葉で5枚の小葉からなり、質は薄く、長さ7 - 30 cmの葉柄をもつ。小葉はそれぞれ大きさが違う倒卵形から倒卵状長楕円形で、頂小葉がいちばん大きく、長さ10 - 20 cm、幅4 - 9 cmになる。葉の先端は細く鋭くとがり、基部は鋭形で長さ1 - 2 cmになる小葉柄に流れる。葉縁には先がトゲ状になった小さな鋸歯がある。芽吹きのころの葉には毛が多く、葉柄は紫色をしていて、付け根は赤みを帯びたはかまに包まれている。秋には紅葉し、透き通ったような淡い黄色に染まり、際立って個性的な色合いを見せる。日陰に生えた個体では、限りなく葉が白っぽく見える。
花期は夏（8 - 9月ごろ）。枝先に円錐花序を伸ばして、多数の黄緑色の小花を球状に集めて咲かせる。花は両性または単性で、単性の場合、花序の上部に雌性の小花序をつけ、花序の下部に雄性の小花序をつける。花径は4ミリメートル (mm) ほど、花弁は5枚で長さ1.5 mm。雄蕊は5本あり長さ2 mm。花柱は短く、先端が2浅裂する。果実は径 4mmの扁平な球形で、秋には黒色に熟す。
冬芽は緑褐色や暗紫色の芽鱗2 - 8枚に覆われており、頂芽は円錐形で側芽よりも大きく、側芽は小さい。冬芽のすぐ下にある葉痕は浅いV字形で、維管束痕が11 - 16個つく。

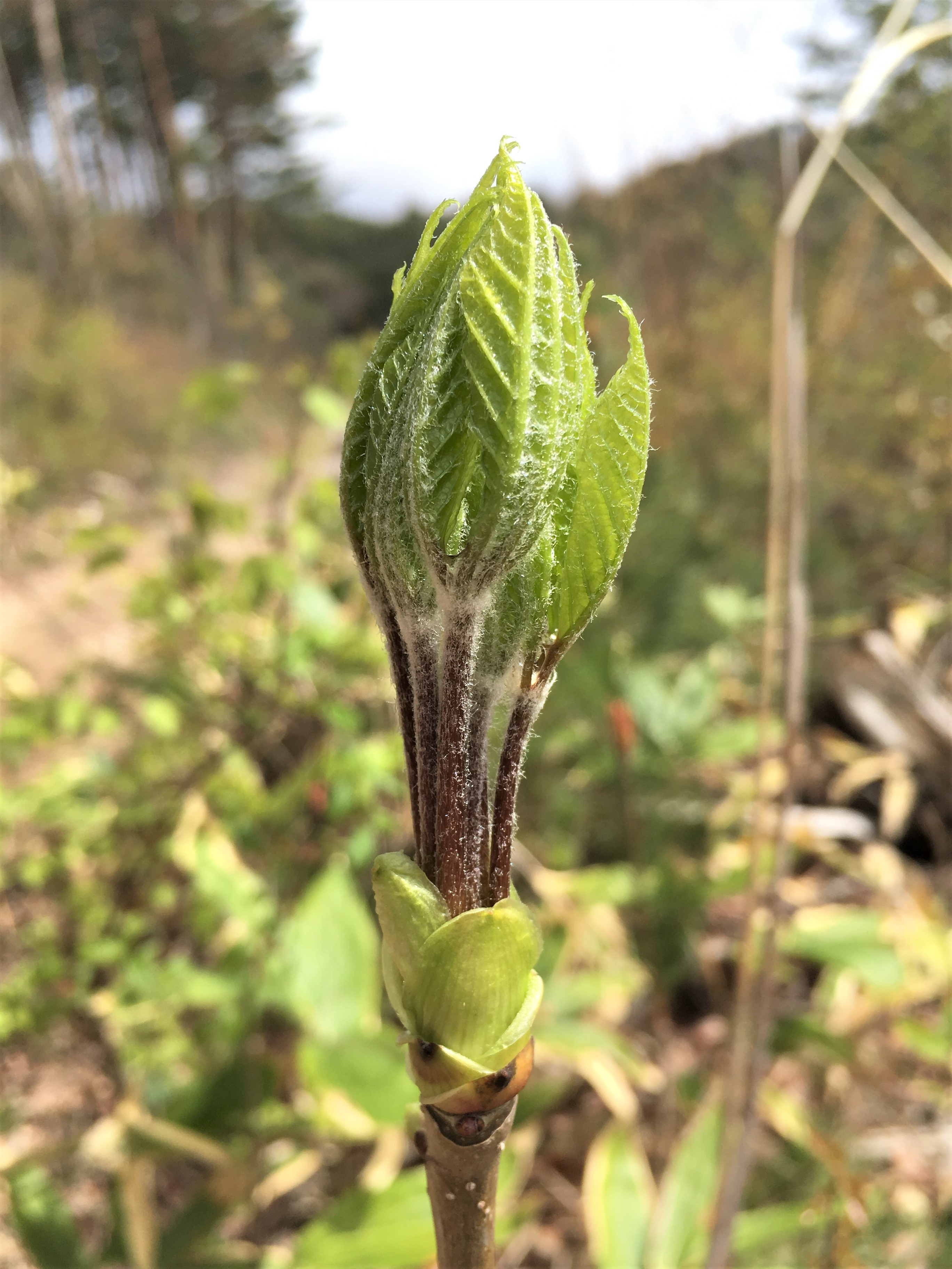
山菜としての「コシアブラ」
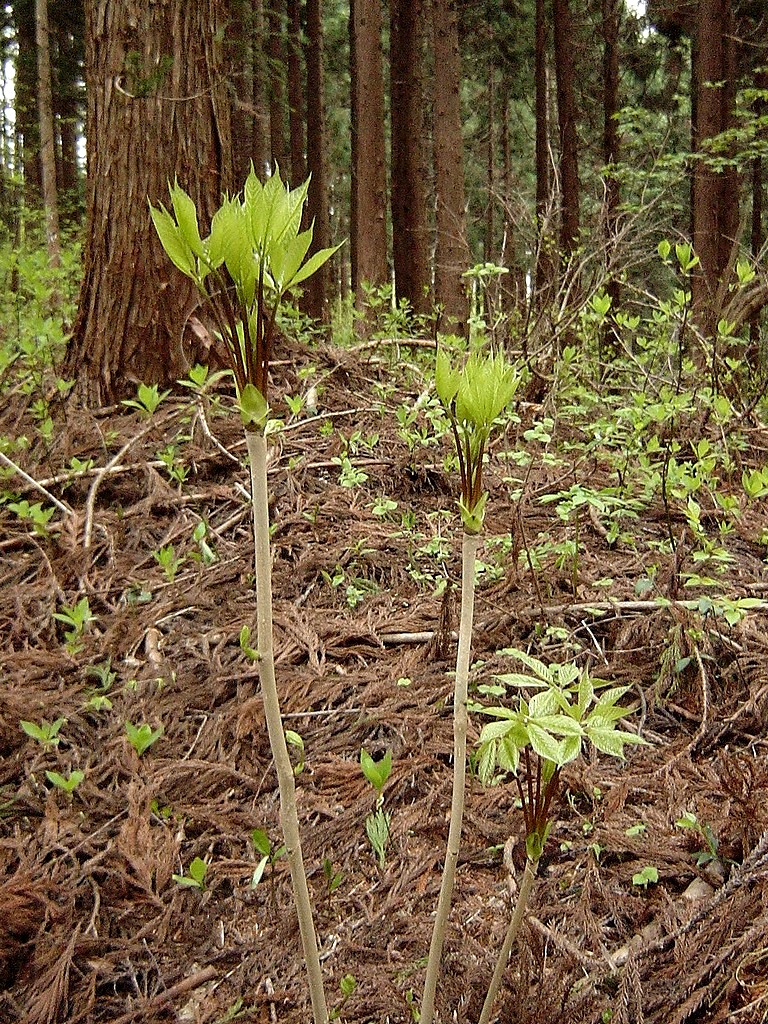
幼木についた若芽 食べごろである。
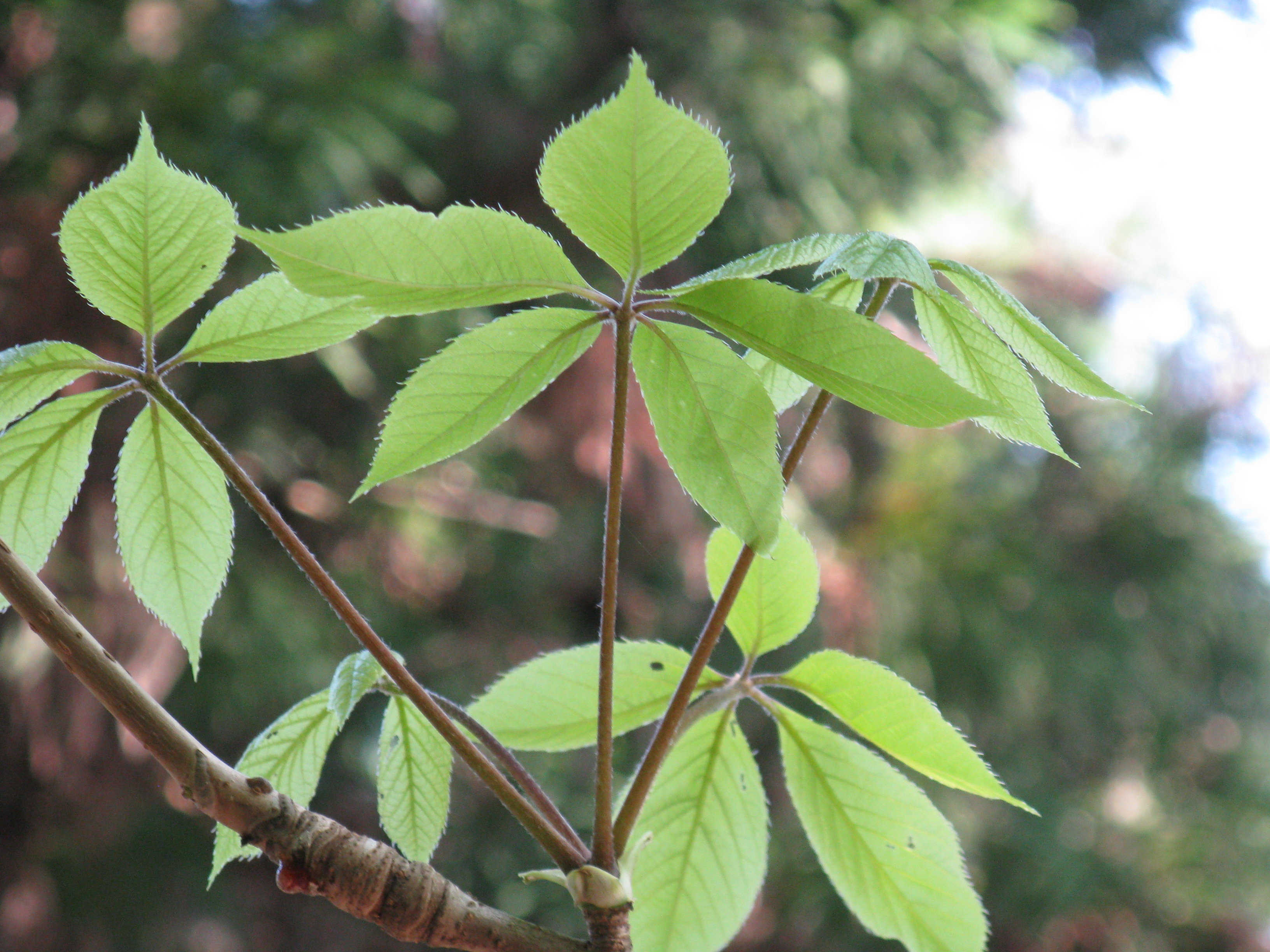
展開した葉。山菜として天ぷらなどにするにはここまでが限度である。これ以上大きくなるとすじばって繊維が口に残る。
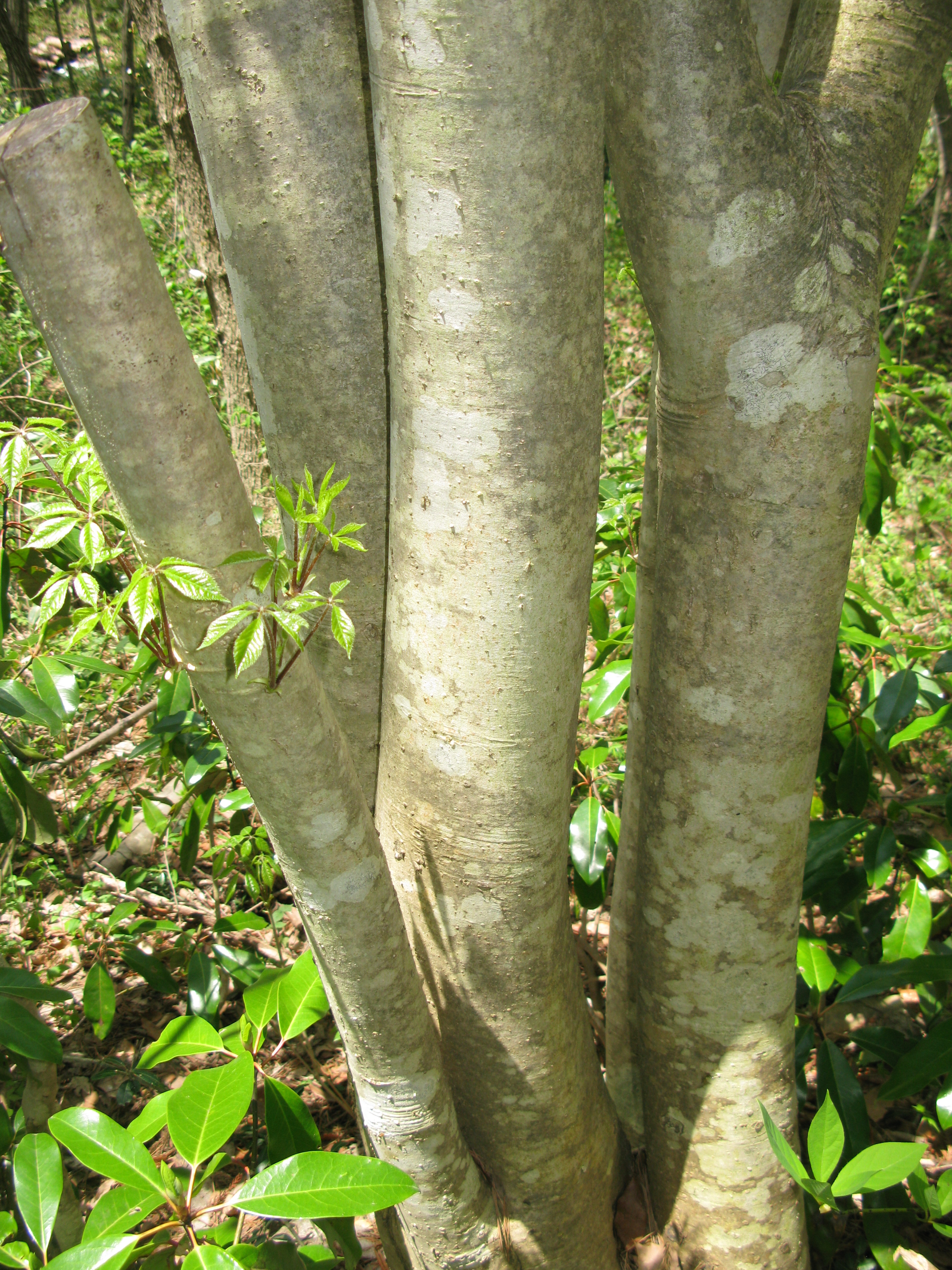
成木の樹肌

## 利用

### 山菜
春先（4 - 5月ごろ）に枝の先端から伸びる独特の香りを持つ新芽は食用となり、タラの芽と並ぶ山菜として収穫される。採取時期は暖地が4 - 5月、寒冷地や高山では6 - 7月ごろまでが適期とされ、葉がばらばらにならないように若芽の付け根からもぎ取るようにハカマごと採取する。食べるときに、若芽の根元についているハカマの部分を除いたものを調理する。強いコクと香りがあり、生のまま天ぷらや、茹でて水にさらして灰汁を抜いてから、おひたしや和え物、バター炒め、煮びたし、卵とじ、煮つけなどにして食べられる。また塩漬けにして保存食とされる。若芽は脂肪やタンパク質を多く含む栄養豊富な食材となり、抗酸化作用があるクロロゲン酸が含まれている。いろいろな料理に使われるが、天ぷらやかき揚げが一番おいしい食べ方と評されていて、強い香りとコクはタラの芽よりも優れているという評判もあり、市場にも出回っている。

### 木材
コシアブラの木材は、器具、箸、楊枝などにされる。米沢市に伝わる木工工芸品の笹野一刀彫（おたかぽっぽ）を作る際の材料として用いられる。また、「刀の木」とも呼ばれる。コシアブラの枝は、皮をこするときれいに抜け、芯と皮とが分離する。これを刀と鞘に見立て、かつて子供の玩具とされたことに由来する。上記で挙げられている加工品として用いられる代表的な例はけずり花である。季節により生花を調達できないために生み出された造花である。

### 樹脂
樹枝は金漆（ごんぜつ）とよばれるさび止めに使われた。奈良時代から平安時代にかけての文献には「金漆」と呼ばれる黄金色に輝く塗料が登場し、工芸用塗料として珍重されたが、現在この製法は忘れ去られ、断絶している。倭名類聚抄には「金漆 開元式云 台州有金漆樹 金漆和名古之阿布良」とあり、その樹の名が「許師阿夫良能紀」であると記述されている。このため、金漆はコシアブラの幹を傷つけたときに得られる樹脂を加工したものだと考えられてきたが、コシアブラからは樹脂液は出ないとされていた。ただし近年の研究により、実際に使用された樹脂の大半は同じウコギ科のカクレミノから採られたものだったが、コシアブラからも樹脂液が採集できることがわかった。コシアブラからの樹液採集は冬季に得られ、漆の採取時期である夏季と逆の季節であることと、北日本の分布域は積雪期で山中に入り難いことが解明に影響したとされる。